# Westby (Wisconsin)
Westby è un comune degli Stati Uniti d'America, situato nello Stato del Wisconsin, nella contea di Vernon.